# Loriculus tener
Il loricolo fronteverde (Loriculus tener) è un uccello della famiglia degli Psittaculidi, endemico di Papua Nuova Guinea.